# MiG-6
Mikojan-Gurevič MiG-6 (rusky Микоян-Гуревич МиГ-6) měl být sovětský bitevní letoun v období druhé světové války.
Arťom Mikojan a Michail Gurevič po založení konstrukční kanceláře OKB-155 Mikojan-Gurevič vycházeli ze dvou vzorů od svého bývalého zaměstnavatele OKB Polikarpov. Z prvního vzoru byl vyvinut letoun MiG-1. Druhý vzorem byl projekt 65. Mělo jít o konkurenční model proti letounu Iljušin Il-2. Projekt skončil pouze na papíře. Paralelní vývoj nakonec vedla konkurenční kancelář Suchoj s typem Suchoj Su-6.